# Orepukia tanea
Orepukia tanea är en spindelart som beskrevs av Forster och Wilton 1973. Orepukia tanea ingår i släktet Orepukia och familjen trattspindlar. Inga underarter finns listade i Catalogue of Life.